# Riccardo Rossi (acteur)
Pour les articles homonymes, voir Rossi.
Riccardo Rossi (né le 24 octobre 1962 à Rome) est un acteur, scénariste et personnalité de la télévision italien, actif dans le domaine de la télévision et du cinéma.

## Biographie
Né à Rome, il commence sa carrière en participant au film Collège en 1984, suivi de Mamma Ebe de 1985, et Grandi magazzini de 1986. À la télévision, il apparaît également dans de nombreuses publicités, comme celle de Baci Perugina, de l'eau Ferrarelle à côté de Natasha Hovey , et il était témoin, avec Federica Pellegrini, de la compagnie d'électricité Enel Energia. Il est connu pour avoir joué le rôle de Mazzocchi dans la série télévisée I ragazzi della 3ª C, vers 1986-1987.
Il a également commencé sa carrière à la télévision en participant à « Non è la Rai », dans lequel il a joué Cendrillon, dans « Forum (émission de télévision) » et dans  Buona Domenica, programmes des années 1990 diffusés sur les réseaux Mediaset. Il poursuit également sa carrière cinématographique en participant à plusieurs films, tels que S.P.Q.R. - Il y a 2000 ans et demi en 1994. Il a également participé à l'émission Nessundorma sur Rai 2 en tant qu'animateur aux côtés de Paola Cortellesi. En 2003, Rossi a également animé Assolo, une émission de LA7 dédiée aux comédiennes. Il a également animé plus tard des émissions externes pour « Quelli che il calcio », sur Rai 2.
Au théâtre, il a écrit et interprété les monologues Pagine Rossi et la suite La più bella serata della vostro vita. Ces spectacles ont fait l'objet d'un livre publié par Mondadori : Pagine Rossi. Manuel de survie en milieu urbain, publié en 2004. Parmi les autres émissions, citons : Heureusement Riccardo est là de 2006, dans laquelle il raconte les dates qui ont changé l'histoire du monde, et Stasera a casa Rossi en 2010, où chaque soir il y avait un invité différent avec qui Rossi se remémorait des anecdotes du passé en interprétant certaines de ses chansons les plus réussies. Entre 2008 et 2009, il a été l'invité régulier de l'émission de radio Gli Cambiati de Rai Radio 2, avec le « Gazzettino di Rossi ».
Il est l'un des auteurs de Fiorello et a participé en tant qu'invité régulier au Fiorello Show, diffusé sur Sky Uno en 2009-2010. Il a ensuite poursuivi sa carrière de présentateur et, en 2010, il a remplacé Massimiliano Ossini comme animateur du jeu télévisé Êtes-vous meilleur qu'un garçon de 5e année ?, diffusé sur Sky. De 2010 à 2014, il a participé à l'émission télévisée Cuochi e fiamme, animée par Simone Rugiati, où il faisait partie du jury avec le critique gastronomique Fiammetta Fadda et la blogueuse culinaire Chiara Maci. En 2011, il a animé « Conosco un posticino » sur Dove TV, une émission sur les attractions touristiques et gastronomiques des différentes régions d'Italie. En 2014, il a écrit, joué et réalisé son premier film, « La première fois de ma fille ». Au théâtre, il a écrit et interprété, à partir de 2014, « L'amour est une crevette » et, depuis 2017, « C'est la vie » suivi de « W le donne » qu’il a emmené en tournée dans toute l’Italie. Depuis octobre 2019, il anime « Battute ? », le talk-show de fin de soirée de Rai 2. Il a créé et animé pour Sky puis pour Rai l'émission entièrement dédiée à l'écoute de musique sur disque « I miei vinyls »
En 2022, il participe la 3e édition de Il cantante mascherato (it) sous le masque du Caméléon, arrivant troisième.

## Filmographie

### Comme acteur

#### Cinéma
- College, regia di Castellano e Pipolo (1984)
- Mamma Ebe, regia di Carlo Lizzani (1985)
- Grandi magazzini, regia di Castellano e Pipolo (1986)
- Italian Fast Food, regia di Lodovico Gasparini (1986)
- A cena col vampiro, regia di Lamberto Bava (1986)
- Quelli del casco, regia di Luciano Salce (1987)
- Le finte bionde, regia di Carlo Vanzina (1989)
- Americano rosso, regia di Alessandro D'Alatri (1990)
- Agosto, regia di Massimo Spano (1992)
- Volevamo essere gli U2, regia di Andrea Barzini (1992)
- Piccolo grande amore, regia di Carlo Vanzina (1993)
- Un mese al lago, regia di John Irvin (1994)
- Cronaca di un amore violato, regia di Giacomo Battiato (1994)
- S.P.Q.R. - 2000 e ½ anni fa, regia di Carlo Vanzina (1994)
- Un delitto esemplare, regia di Pier Belloni (1995)
- Uomini senza donne, regia di Angelo Longoni (1996)
- L'ultimo capodanno, regia di Marco Risi (1998)
- Dio c'è, regia di Alfredo Arciero (1998)
- Il padrone parla francese, regia di Jérôme Lévy (1999)
- Il grande botto, regia di Leone Pompucci (2000)
- Nemmeno in un sogno, regia di Gianluca Greco (2001)
- Passo a due, regia di Andrea Barzini (2005)
- Notte prima degli esami - Oggi, regia di Fausto Brizzi (2007)
- Come tu mi vuoi, regia di Volfango De Biasi (2007)
- Un'estate al mare, regia di Carlo Vanzina (2008)
- Scusa ma ti chiamo amore, regia di Federico Moccia (2008)
- Tutto l'amore del mondo, regia di Riccardo Grandi (2010)
- Nessuno mi può giudicare, regia di Massimiliano Bruno (2011)
- Un matrimonio da favola, regia di Carlo Vanzina (2014)
- La prima volta (di mia figlia), regia di Riccardo Rossi (2015)
- Forever Young, regia di Fausto Brizzi (2016)
- Natale a 5 stelle, regia di Marco Risi (2018)
- Lockdown all'italiana, regia di Enrico Vanzina (2020)

#### Télévision
- I ragazzi della 3ª C – serie TV, 8 episodi (1986-1987)
- A cena col vampiro, regia di Lamberto Bava – film TV (1988)
- Il vizio di vivere, regia di Dino Risi – film TV (1988)
- Il vigile urbano – serie TV (1989-1990)
- Don Matteo – serie TV, 2 episodi (2001; 2003)
- Note d'amore, regia di Daniele Luchetti (2002)
- Tutti pazzi per amore – serie TV, 2 episodi (2008)
- Un medico in famiglia – serie TV, 3 episodi (2011)
- Notte prima degli esami '82, regia di Elisabetta Marchetti – miniserie TV (2011)

### Comme réalisateur
- La prima volta (di mia figlia) (2015)

## Télévision
- Non è la Rai (Canale 5, Italia 1, 1992-1993)
- A tutto Disney (Canale 5, 1993-1994)
- Mixer Caro diario (Rai 2, 1994)
- Tivvùcumprà (Rai 3, 1995)
- Fiori d'arancio a Non è la Rai (Italia 1, 1995)
- Buona Domenica (Canale 5, 1995-1996)
- La testata (Rai 3, 1996)
- Forum di sera (Rete 4, 1996-1997)
- Forum (Canale 5, 1996-1999)
- Carràmba che fortuna (Rai 1, 1998-2000)
- Segreti e bugie (Rai 1, 1999)
- Libero (Rai 2, 2001)
- Assolo (LA7, 2003)
- Braccia rubate all'agricoltura (Rai 3, 2003)
- Nessundorma (Rai 2, 2004)
- Fiorello Show (Sky Uno, 2009) - ospite fisso e autore
- Sei più bravo di un ragazzino di 5ª? (Cielo, 2010)
- Conosco un posticino (Dove TV, 2010)
- Cuochi e fiamme (La7d, 2011-2014, 2017) - giudice
- Edicola Fiore (Sky Uno, 2016) - ospite fisso
- I miei vinili (Sky Uno, 2017-2018; Rai 3, 2018-2019)
- Soliti ignoti - Il ritorno (Rai 1, dal 2018) - ospite ricorrente
- Battute? (Rai 2, 2019)
- AmaSanremo (Rai 1, 2020)
- Una pezza di Lundini (Rai 2, 2020)
- Il cantante mascherato 3 (Rai 1, 2022) - concorrente
- Only Fun – Comico Show (Nove, 2022)
- I vinili di... (Rai 1, 2024)

## Radio
- Chiamami aquila (Rai Radio 2, 2007)
- Vice Radio2 (Rai Radio 2, 25 aprile 2007)
- Gli spostati (Rai Radio 2, 2008-2009)

## Publicité
- Baci Perugina (1986)
- Audi 80 (1988)
- Ferrarelle (1994-2000)
- Yoplait
- Topolino
- Enel Energia